# فرودگاه پوکاتاواگن
فرودگاه پوکاتاواگن (به انگلیسی: Pukatawagan Airport) یک فرودگاه همگانی باربری با کد یاتا XPK است که یک باند فرود صخره‌ای دارد و طول باند آن ۹۱۱ متر است. این فرودگاه در کشور کانادا قرار دارد و در ارتفاع ۲۹۲ متری از سطح دریا واقع شده است.